# منطقة وصاية ريمبانغ
منطقة وصاية ريمبانغ (بالإندونيسية: Kabupaten Rembang)‏ هي منطقة وصاية تقع في أقصى الساحل الشمالي الشرقي لمقاطعة جاوة الوسطى بإندونيسيا. بلغ عدد سكانها 598,612 نسمة في 2014، عاصمتها Rembang ‏، تبلغ مساحتها 887.13 كيلومتر مربع.

## أعلام
- محمد مزمل بسيوني، دبلوماسي إندونيسي.
- كارتيني